# 昌山晃夫
昌山 晃夫（まさやま てるお、1934年8月16日 - ）は、愛知県を登録地としていた元競輪選手。日本競輪学校第3期生。登録番号は5878。
元競輪選手の昌山勝利（競輪学校第17期生）は実弟。
1956年、名古屋競輪場で行われた第10回全国都道府県選抜競輪・4000メートル競走で優勝した。
1973年8月23日、登録消除。